# Idactus rusticus
Idactus rusticus là một loài bọ cánh cứng trong họ Cerambycidae.